# Dinamarca en el Festival de la Canción de Eurovisión 2022
Dinamarca participó en el LXVI Festival de la Canción de Eurovisión, que se celebró en Turín, Italia del 10 al 14 de mayo de 2022, tras la victoria de Måneskin con la canción «Zitti e buoni». La Danmarks Radio, encargada de la participación danesa en el festival, decidió mantener el formato de selección tradicional, organizando el Dansk Melodi Grand Prix para elegir al representante danés en Eurovisión. El festival celebrado en una sola gala el 5 de marzo de 2022, dio como ganadoras al grupo Reddi con la canción pop-rock «The Show» compuesta por Chief 1, Julia Fabrin, Remee Jackman, junto a las integrantes del grupo Ihan Haydar y Siggy Savery.
Pasando completamente desapercibida por las casas de apuestas, en el concurso Dinamarca compitió en la primera semifinal, siendo eliminada tras obtener la 13.ª posición con un total de 55 puntos.

## Historia de Dinamarca en el Festival
Dinamarca es considerado uno de los países «clásicos» del festival, debutando en 1957. Dinamarca desde entonces, ha participado en 49 ocasiones en el festival, siendo uno de los países que más veces ha participado en el concurso. Se ha clasificado en 26 ocasiones dentro de los mejores 10 del concurso, logrando vencer en tres ocasiones el festival: la primera historia en 1963 con Grethe y Jørgen Ingmann con la canción «Dansevise». La segunda vez sucedió en el 2000 con el dúo Olsen Brothers y la canción «Fly on the wings of love». La última vez ocurrió en 2013, con la canción «Only teardrops» de Emmelie de Forest.
En 2021, los ganadores del tradicional Dansk Melodi Grand Prix de ese año, Fyr og Flamme, no clasificaron a la final terminando en 11.ª posición con 89 puntos en la semifinal 2, con el tema «Øve os på hinanden».

## Representante para Eurovisión

### Dansk Melodi Grand Prix 2022
Dinamarca confirmó su participación en el Festival de Eurovisión 2022 en julio de 2021, anunciando semanas más tardes que la tradicional final nacional «Dansk Melodi Grand Prix» sería una vez más el método de selección para el participante danés en Eurovisión.
La DR abrió un periodo de recepción de canciones entre el 27 de agosto y el 29 de octubre. El 10 de febrero de 2022, se anunciaron las 8 canciones participantes durante los programas de radio P3 Buffeten, Formiddag på 4'eren, P4 Play y Det gode selskab på P5. Las canciones fueron seleccionadas por un panel de 6 miembros compuesto por Lars Trillingsgaard, Lotte Friis, Maria Fantino, Andrew Jensen, Mathias Buch Jensen y Bettina Skriver.
La competencia consistió en una sola final con dos fases de votación: la primera, en la que se presentaron las 8 candidaturas y se sometieron a una votación a 100% del televoto, dividido en 2 métodos: por medio de la app antes (10%) y después del show (78%) y por mensajes de texto (12%), cada una recibiendo un porcentaje del 100%. Los 3 más votados por dentro de cada método recibió el porcentaje asignado y después de sumar los porcentajes de todos los finalistas, las 3 canciones más votadas avanzaron a la Súperfinal.
En la súperfinal los 3 participantes se sometieron a una votación 100% dividida nuevamente entre votos en la app (76%) y mensajes de texto (24%). Cada método repartió su porcentaje asignado entre las tres canciones en función de la cantidad de votos recibidos.  En esta ronda, el mayor votado fue declarado ganador del festival y representante de Dinamarca en Eurovisión.

#### Candidaturas
| Artista                    | Canción (Traducción)                                   | Idioma | Compositor(es)                                                                            |
| -------------------------- | ------------------------------------------------------ | ------ | ----------------------------------------------------------------------------------------- |
| Conf3ssions                | «Hallelujah» (Aleluya)                                 | Inglés | Jon Nørgaard, Moh Denebi, Nikolaj Pellegrini, Patrick Dalton, Rachel Furner               |
| Der Var Engang             | «En Skønne Dag» (Algún día)                            | Danés  | Claus Reenberg, Emma Pi, Rasmus Hedeboe                                                   |
| Fuld Effekt                | «Rave Med De Hårde Drenge» (Rave con los chicos duros) | Danés  | Alexander Scott Dyrbye, Claus Waldorff Thomsen, Kasper Bruhn Nielsen, Zachary Rune Dyrbye |
| Josie Elinor & Jack Warren | «Let Me Go» (Déjame ir)                                | Inglés | Benjamin Rosenbohm, Julie Aagaard, Katrine Brixen, Mikkel Martinus Sørensen               |
| Juncker                    | «Kommet For At Blive» (Ven a quedarte)                 | Danés  | Christian Juncker                                                                         |
| Morten Fillipsen           | «Happy-Go-Lucky» (Despreocupado)                       | Inglés | Kasper Holm Larsen, Morten Fillipsen, Rasmus Rydahl                                       |
| Patrick Dorgan             | «Vinden Suser Ind» (El viento que sopla)               | Danés  | Daniel Scheffmann, Jeppe Kronback, Ole Bjørn Heiring Albertsen, Patrick Dorgan            |
| Reddi                      | «The Show» (El espectáculo)                            | Inglés | Chief 1, Ihan Haydar, Julia Fabrin, Remee Jackman, Siggy Savery                           |

#### Final
La final tuvo lugar en el Jyske Bank Boxen en Herning el 5 de marzo de 2022 siendo presentado por Tina Müller y Martin Brygmann y por primera vez en dos años con audiencia en vivo tras levantarse las restricciones por la Pandemia de COVID-19. Tras las votaciones en la Súper Final, las ganadoras por sorpresa fueron el grupo REDDI con la canción «The Show» compuesta por Chief 1, Julia Fabrin, Remee Jackman, junto a las integrantes del grupo Ihan Haydar y Siggy Savery.
| N.º | Artista                    | Canción                    | Televoto | Televoto | Televoto | Lugar | Total |
| N.º | Artista                    | Canción                    | Pre-show | SMS      | App      | Lugar | Total |
| --- | -------------------------- | -------------------------- | -------- | -------- | -------- | ----- | ----- |
| 1   | Patrick Dorgan             | «Vinden Suser Ind»         | —        | —        | —        | 5     | 0%    |
| 2   | Conf3ssions                | «Hallelujah»               | 10%      | 12%      | 78%      | 1     | 100%  |
| 3   | Der Var Engang             | «En Skønne Dag»            | —        | —        | —        | 5     | 0%    |
| 4   | Fuld Effekt                | «Rave Med De Hårde Drenge» | 10%      | 12%      | —        | 4     | 22%   |
| 5   | Josie Elinor & Jack Warren | «Let Me Go»                | 10%      | —        | 78%      | 3     | 88%   |
| 6   | Morten Fillipsen           | «Happy-Go-Lucky»           | —        | —        | —        | 5     | 0%    |
| 7   | Reddi                      | «The Show»                 | —        | 12%      | 78%      | 2     | 90%   |
| 8   | Juncker                    | «Kommet For At Blive»      | —        | —        | —        | 5     | 0%    |

#### Súper Final
| N.º | Artista                    | Canción      | Televoto | Televoto | Lugar | Total |
| N.º | Artista                    | Canción      | SMS      | App      | Lugar | Total |
| --- | -------------------------- | ------------ | -------- | -------- | ----- | ----- |
| 1   | Conf3ssions                | «Hallelujah» | 6%       | 26%      | 2     | 32%   |
| 2   | Reddi                      | «The Show»   | 9%       | 28%      | 1     | 37%   |
| 3   | Josie Elinor & Jack Warren | «Let Me Go»  | 9%       | 22%      | 3     | 31%   |

## En Eurovisión
De acuerdo a las reglas del festival, todos los concursantes iniciaron desde las semifinales, a excepción del anfitrión (en este caso, Italia) y el Big Five compuesto por Alemania, España, Francia, la misma Italia y Reino Unido. En el sorteo realizado el 25 de enero de 2022, Dinamarca fue sorteada en la primera semifinal del festival. En este mismo sorteo, se determinó que participaría en la segunda mitad de la semifinal (posiciones 10-18). Semanas después, ya conocidos los artistas y sus respectivas canciones participantes, la producción del programa dio a conocer el orden de actuación, determinando que el país participaría en la decimosegunda posición, precedida por Croacia y seguida de Austria.
Los comentarios para Dinamarca corrieron por parte de Henrik Milling y Nicolai Molbech por segunda ocasión consecutiva. La portavoz de la votación del jurado profesional danés fue la presentadora de televisión y periodista, Tina Müller.

### Semifinal 1

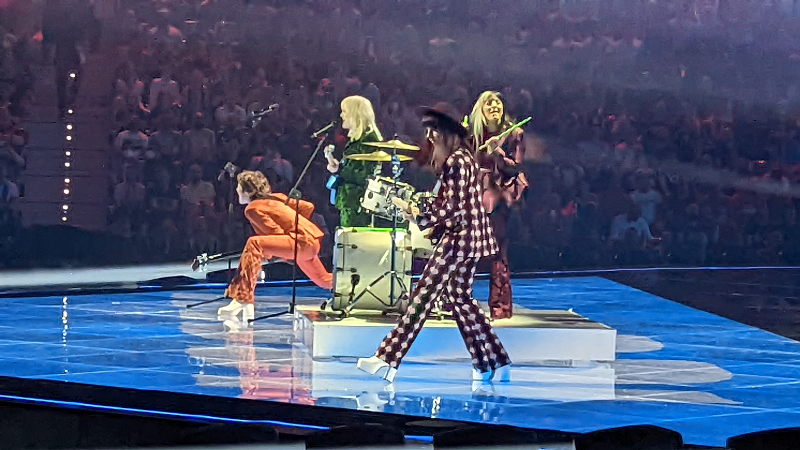
REDDI durante la primera semifinal.

Reddi tomó parte de los ensayos los días 1 y 4 de mayo así como de los ensayos generales con vestuario de la primera semifinal los días 9 y 10 de mayo. El ensayo general de la tarde del 9 fue tomado en cuenta por los jurados profesionales para emitir sus votos, que representaron el 50% de los puntos. Dinamarca se presentó en la posición 12, detrás de Austria y por delante de Croacia.
La actuación danesa se mantuvo fiel con la puesta en escena mostrada en la final nacional, con las cuatro integrantes de REDDI usando un vestuario al estilo de los 70, con la vocalista Siggy Savery iniciando la actuación sola con el piano, para después del primer estribillo, el resto de la banda se una y el escenario pasando de la penumbra a una escenografía colorida en tonos rojos, azules, verdes y amarillos.
Al final del show, Dinamarca no fue anunciada como uno de los países clasificados para la gran final. Los resultados revelados una vez terminado el festival, posicionaron a Dinamarca en el 13.er lugar de la semifinal con un total de 55 puntos, habiendo obtenido la 12.ª posición del jurado profesional con 35 puntos y el 13.er lugar del televoto con 20 puntos.

### Votación

#### Puntuación a Dinamarca

##### Semifinal 1
| Jurado                                 | Jurado    | Jurado                | Jurado     | Jurado                 |
| 12 puntos                              | 10 puntos | 8 puntos              | 7 puntos   | 6 puntos               |
| -------------------------------------- | --------- | --------------------- | ---------- | ---------------------- |
|                                        |           |                       |            | - Letonia              |
| 5 puntos                               | 4 puntos  | 3 puntos              | 2 puntos   | 1 punto                |
| - Austria - Lituania - Suiza - Ucrania |           | - Croacia - Noruega   | - Bulgaria | - Islandia             |
| Televoto                               |           |                       |            |                        |
| 12 puntos                              | 10 puntos | 8 puntos              | 7 puntos   | 6 puntos               |
|                                        |           |                       |            | - Islandia             |
| 5 puntos                               | 4 puntos  | 3 puntos              | 2 puntos   | 1 punto                |
|                                        | - Noruega | - Moldavia - Portugal | - Letonia  | - Eslovenia - Lituania |

#### Votación realizada por Dinamarca
| Puntos    | Jurado       | Televoto     |
| --------- | ------------ | ------------ |
| 12 puntos | Países Bajos | Ucrania      |
| 10 puntos | Grecia       | Noruega      |
| 8 puntos  | Portugal     | Lituania     |
| 7 puntos  | Ucrania      | Islandia     |
| 6 puntos  | Suiza        | Moldavia     |
| 5 puntos  | Lituania     | Armenia      |
| 4 puntos  | Islandia     | Países Bajos |
| 3 puntos  | Noruega      | Portugal     |
| 2 puntos  | Armenia      | Austria      |
| 1 punto   | Letonia      | Suiza        |

| Puntos    | Jurado       | Televoto    |
| --------- | ------------ | ----------- |
| 12 puntos | Grecia       | Ucrania     |
| 10 puntos | Países Bajos | Suecia      |
| 8 puntos  | Portugal     | Noruega     |
| 7 puntos  | Suecia       | Lituania    |
| 6 puntos  | Reino Unido  | Reino Unido |
| 5 puntos  | Ucrania      | Moldavia    |
| 4 puntos  | España       | Polonia     |
| 3 puntos  | Lituania     | Estonia     |
| 2 puntos  | Suiza        | Islandia    |
| 1 punto   | Islandia     | España      |

##### Desglose
El jurado danés estuvo compuesto por:
- DJ Speakr
- Jonas Flodager Rasmussen
- Kirstine Stubbe Teglbjærg
- Lars Trillingsgaard
- Mekdes

| Semifinal 1 | Semifinal 1  | Semifinal 1                | Semifinal 1                | Semifinal 1                | Semifinal 1                | Semifinal 1                | Semifinal 1                | Semifinal 1                | Semifinal 1                | Semifinal 1                |
| N.º         | País         | Jurado                     | Jurado                     | Jurado                     | Jurado                     | Jurado                     | Jurado                     | Jurado                     | Televoto                   | Televoto                   |
| N.º         | País         | Jurado A                   | Jurado B                   | Jurado C                   | Jurado D                   | Jurado E                   | Ranking                    | Puntos                     | Ranking                    | Puntos                     |
| ----------- | ------------ | -------------------------- | -------------------------- | -------------------------- | -------------------------- | -------------------------- | -------------------------- | -------------------------- | -------------------------- | -------------------------- |
| 01          | Albania      | 15                         | 16                         | 15                         | 16                         | 10                         | 16                         |                            | 15                         |                            |
| 02          | Letonia      | 4                          | 15                         | 13                         | 14                         | 12                         | 10                         | 1                          | 12                         |                            |
| 03          | Lituania     | 11                         | 2                          | 10                         | 10                         | 4                          | 6                          | 5                          | 3                          | 8                          |
| 04          | Suiza        | 9                          | 3                          | 4                          | 4                          | 5                          | 5                          | 6                          | 10                         | 1                          |
| 05          | Eslovenia    | 16                         | 14                         | 7                          | 15                         | 15                         | 14                         |                            | 16                         |                            |
| 06          | Ucrania      | 1                          | 7                          | 3                          | 7                          | 8                          | 4                          | 7                          | 1                          | 12                         |
| 07          | Bulgaria     | 14                         | 13                         | 14                         | 9                          | 13                         | 15                         |                            | 14                         |                            |
| 08          | Países Bajos | 7                          | 1                          | 1                          | 2                          | 3                          | 1                          | 12                         | 7                          | 4                          |
| 09          | Moldavia     | 12                         | 4                          | 16                         | 13                         | 16                         | 11                         |                            | 5                          | 6                          |
| 10          | Portugal     | 5                          | 11                         | 2                          | 1                          | 2                          | 3                          | 8                          | 8                          | 3                          |
| 11          | Croacia      | 8                          | 12                         | 9                          | 12                         | 11                         | 12                         |                            | 13                         |                            |
| 12          | Dinamarca    | -------------------------- | -------------------------- | -------------------------- | -------------------------- | -------------------------- | -------------------------- | -------------------------- | -------------------------- | -------------------------- |
| 13          | Austria      | 10                         | 10                         | 8                          | 11                         | 14                         | 13                         |                            | 9                          | 2                          |
| 14          | Islandia     | 6                          | 5                          | 6                          | 8                          | 7                          | 7                          | 4                          | 4                          | 7                          |
| 15          | Grecia       | 2                          | 6                          | 5                          | 3                          | 1                          | 2                          | 10                         | 11                         |                            |
| 16          | Noruega      | 3                          | 9                          | 12                         | 6                          | 9                          | 8                          | 3                          | 2                          | 10                         |
| 17          | Armenia      | 13                         | 8                          | 11                         | 5                          | 6                          | 9                          | 2                          | 6                          | 5                          |

| Final | Final           | Final    | Final    | Final    | Final    | Final    | Final   | Final  | Final    | Final    |
| N.º   | País            | Jurado   | Jurado   | Jurado   | Jurado   | Jurado   | Jurado  | Jurado | Televoto | Televoto |
| N.º   | País            | Jurado A | Jurado B | Jurado C | Jurado D | Jurado E | Ranking | Puntos | Ranking  | Puntos   |
| ----- | --------------- | -------- | -------- | -------- | -------- | -------- | ------- | ------ | -------- | -------- |
| 01    | República Checa | 13       | 9        | 22       | 15       | 20       | 18      |        | 24       |          |
| 02    | Rumania         | 14       | 10       | 24       | 16       | 18       | 20      |        | 15       |          |
| 03    | Portugal        | 7        | 12       | 4        | 1        | 1        | 3       | 8      | 14       |          |
| 04    | Finlandia       | 19       | 23       | 17       | 18       | 21       | 24      |        | 13       |          |
| 05    | Suiza           | 21       | 8        | 9        | 3        | 8        | 9       | 2      | 16       |          |
| 06    | Francia         | 22       | 18       | 16       | 20       | 24       | 25      |        | 22       |          |
| 07    | Noruega         | 8        | 19       | 13       | 8        | 13       | 12      |        | 3        | 8        |
| 08    | Armenia         | 15       | 6        | 20       | 17       | 14       | 14      |        | 19       |          |
| 09    | Italia          | 17       | 22       | 5        | 19       | 5        | 11      |        | 18       |          |
| 10    | España          | 2        | 21       | 3        | 21       | 12       | 7       | 4      | 10       | 1        |
| 11    | Países Bajos    | 5        | 3        | 7        | 2        | 2        | 2       | 10     | 12       |          |
| 12    | Ucrania         | 1        | 13       | 10       | 5        | 10       | 6       | 5      | 1        | 12       |
| 13    | Alemania        | 25       | 20       | 23       | 13       | 15       | 23      |        | 20       |          |
| 14    | Lituania        | 4        | 5        | 8        | 22       | 9        | 8       | 3      | 4        | 7        |
| 15    | Azerbaiyán      | 16       | 24       | 15       | 14       | 7        | 15      |        | 25       |          |
| 16    | Bélgica         | 23       | 17       | 18       | 7        | 17       | 16      |        | 23       |          |
| 17    | Grecia          | 3        | 2        | 6        | 4        | 3        | 1       | 12     | 21       |          |
| 18    | Islandia        | 11       | 7        | 19       | 6        | 11       | 10      | 1      | 9        | 2        |
| 19    | Moldavia        | 20       | 4        | 25       | 25       | 25       | 13      |        | 6        | 5        |
| 20    | Suecia          | 12       | 1        | 1        | 11       | 6        | 4       | 7      | 2        | 10       |
| 21    | Australia       | 10       | 25       | 11       | 23       | 19       | 19      |        | 17       |          |
| 22    | Reino Unido     | 6        | 11       | 2        | 9        | 4        | 5       | 6      | 5        | 6        |
| 23    | Polonia         | 24       | 16       | 14       | 12       | 16       | 22      |        | 7        | 4        |
| 24    | Serbia          | 9        | 15       | 21       | 24       | 22       | 21      |        | 11       |          |
| 25    | Estonia         | 18       | 14       | 12       | 10       | 23       | 17      |        | 8        | 3        |